# Festival de la Cançó Mediterrània
El Festival de la Cançó Mediterrània fou un esdeveniment musical que se celebrà a Barcelona durant nou anys, des del 1959 fins al 1967, i en el qual prenien part artistes de diversos països mediterranis.
El festival, que nasqué impulsat per l'èxit del festival de Sanremo, era emès en directe per Televisió Espanyola i per Ràdio Nacional d'Espanya; comptava amb el suport de l'ajuntament de Barcelona i se celebrava al setembre, tot coincidint amb les festes de la Mercè. Durant les seves nou edicions hi participaren representants d'Algèria, Egipte, Espanya, França, Grècia, Israel, Itàlia, Malta, Mònaco i Xipre. Malgrat el règim franquista imperant a l'època, només es va prohibir interpretar cançons en català de 1964 a 1966.

## Seus i presentadors

Ana María Solsona presentant l'edició de 1963

| Any  | Seu                          | Presentador(s)                                    |
| ---- | ---------------------------- | ------------------------------------------------- |
| 1959 | Palau Nacional de Montjuïc   | Federico Gallo, Laura Valenzuela, Alberto Closas  |
| 1960 | Palau Nacional de Montjuïc   | Federico Gallo, Isabel Bauzá, Ana María Solsona   |
| 1961 | Palau d'Esports de Barcelona | Federico Gallo, Isabel Bauzá, Ana María Solsona   |
| 1962 | Palau d'Esports de Barcelona | Federico Gallo, María del Puy, Nieves Navarro     |
| 1963 | Palau de les Nacions         | Federico Gallo, Carmina Alonso, Ana María Solsona |
| 1964 | Palau de les Nacions         | Federico Gallo, Pilar Cañada, Marisol González    |
| 1965 | Palau de les Nacions         | Federico Gallo, Conchita Velasco                  |
| 1966 | Palau de les Nacions         | Federico Gallo, Conchita Velasco                  |
| 1967 | Palau Nacional               | Luis del Olmo, Marisa Medina, Lola Flores         |

## Guanyadors

### Per edició
| Any  | País    | Intèrpret(s)                | Cançó                      |
| ---- | ------- | --------------------------- | -------------------------- |
| 1959 | Itàlia  | Claudio Villa/Nilla Pizzi   | "Binario"                  |
| 1960 | Grècia  | Nana Mouskouri              | "Xypna, agapi mou"         |
| 1961 | França  | Robert Jeantal              | "Dans le croix de ta main" |
| 1962 | Espanya | Josep Guardiola/Monna Bell  | "Nubes de Colores"         |
| 1963 | Espanya | Salomé/Raimon               | "Se'n va anar"             |
| 1964 | Itàlia  | Emilio Pericoli/Wilma Goich | "Ho capito che ti amo"     |
| 1965 | Grècia  | Zoi Kurukli/Niki Camba      | "Min les tipota"           |
| 1966 | Espanya | Dúo Dinámico/Bruno Lomas    | "Como ayer"                |
| 1967 | França  | Guy Mardel/Nancy Holloway   | "La chanson du bonheur"    |

### Per país
| Victòries | País    | Edicions         |
| --------- | ------- | ---------------- |
| 3         | Espanya | 1962, 1963, 1966 |
| 2         | Itàlia  | 1959, 1964       |
| 2         | Grècia  | 1960, 1965       |
| 2         | França  | 1961, 1967       |

## Cinquena edició, 1963
El 1963, el festival va passar a celebrar-se al Palau de les Nacions. Un cop més, Federico Gallo en fou el presentador, acompanyat aquest cop de Carmina Alonso i Ana María Solsona.
La cançó guanyadora fou Se'n va anar, únic tema en català del festival, interpretada per Salomé i Raimon i considerada part de la Nova Cançó. El segon lloc fou per a Paz, de Carlos Laporta, que fou defensat per Franciska y Los TNT. El tema Je suis là, representant de Mònaco i interpretat per Katia Valére i Jacques Revaux, va quedar en tercer lloc.
Israel va participar-hi, per primer i últim cop, amb un tema en anglès, Mediterranean skies, que va assolir el quart lloc en la veu de la francesa Frida Boccara, qui representà també França amb Qu'en as-tu fait i aconseguint el sisè lloc. Algèria i Egipte, que també s'hi presentaven, no van arribar a la final.

## Sisena edició, 1964
L'èxit de Se'n va anar de l'edició anterior va provocar certes reticències per part de la direcció de TVE envers el festival, i els organitzadors es van veure obligats a introduir-hi canvis substancials. El 1964 va desaparèixer el sistema de vot popular, el qual va ser substituït per un jurat format per 55 persones repartides per les onze províncies espanyoles banyades per la Mediterrània. Sospitosament, al concurs van deixar d'admetre's cançons interpretades en català; caldria esperar el 1967 per a tornar a escoltar temes en aquesta llengua.
Els presentadors d'aquell any foren Gallo, Pilar Cañada i Marisol González. La cançó guanyadora havia estat Ho capito che ti amo, composta per Luigi Tenco i interpretada per Emilio Pericoli i Wilma Goich. Dies després, però, El Correo Catalán descobrí que, un mes abans del festival, l'autor ja havia interpretat el tema en un programa de la RAI, cosa que anava en contra de les normes del concurs, de manera que el primer premi va quedar desert.
El segon premi fou per a la cançó grega Kathe ora, defensada per Klio Denardu, i el tercer per a Io credo in te, presentada en italià per Lucia Altieri en representació de Malta. Els anys 1966 i 1967, però, els maltesos utilitzarien la seva pròpia llengua en el festival.
Georgie Dann, que aconseguiria posteriorment certa notorietat especialitzant-se en cançons d'estiu, hi participà amb el tema Tout ce que tu sais, compost per ell mateix, amb el qual aconseguí el sisè lloc.

## Setena edició, 1965
Un cop més, Federico Gallo presentà el festival, acompanyat de l'actriu Conchita Velasco, en què hi participaven sis països. L'empat entre el representant italià Pino Donaggio, amb Si chiama Maria, i els grecs Zoi Kurukli i Niki Camba, amb Min les tipota, va fer necessària una segona votació que va donar com a guanyador el tema grec.
Per Espanya s'hi presentava Santy, de Los Mustang, en solitari, amb el tema La verdad, del Dúo Dinámico, que va assolir el desè lloc. Salomé, que es presentava amb Extranjera, Dyango amb Ser i Encarnita Polo amb Mil horas no van arribar a la final.
Romuald representà França amb Dis-moi le vent (tercer lloc) i a Mònaco amb Vers quel amour (sisè lloc). La italiana Iva Zanicchi, que defensà Passerò questa notte, va quedar en novè lloc.

## Vuitena edició, 1966
Federico Gallo i Conchita Velasco repetien com a presentadors del festival, en què es va tornar al sistema de votació popular.
Els guanyadors d'aquesta edició foren el Dúo Dinámico i Bruno Lomas amb el tema Como ayer, que esdevindria un èxit de vendes.
El segon lloc fou per a Septiembre, defensat per la portuguesa Madalena Iglesias que representava també Espanya. Tant ella com la francesa Madeleine Pascal, que interpretà Tant pis pour les paroles per a França, sense arribar a la final, havien participat també a Eurovisió 1966. Jaime Morey, amb Ese amor, interpretat també per Gloria, tampoc no va arribar a la final, però sí Alberto Cortez amb Señor Chaplin, de Fina de Calderón, que aconseguí el cinquè lloc.

## Novena i darrera edició, 1967
En aquesta darrera edició, Gallo no va poder presentar el festival i ho feren Luis del Olmo i Marisa Medina, qui treballava per a TVE per primer cop. Els trofeus del festival foren lliurats pels guanyadors de l'any anterior i per Lola Flores.
Atès que la Nova Cançó estava guanyat una gran popularitat, gràcies en part a intèrprets com ara Joan Manuel Serrat o Guillermina Motta, TVE va tornar a autoritzar cançons en català, però d'altra banda es va tornar a retirar el vot als espectadors de la sala per a tornar als jurats provincials. Dos foren els temes admesos a concurs: T'estim i t'estimaré, interpretat per Betina, guanyadora de Benidorm 1967, i Com el vent, dels autors de Se'n va anar, interpretat per Salomé i per Dova.
Quan solament hi mancava la votació del jurat gironí, Com el vent estava en primer lloc, però finalment aquest jurat va votar un altre tema i Salomé va quedar dos punts per sota de la cançó guanyadora, que fou La chanson du bonheur, interpretada per Guy Mardel (representant de França a Eurovisió 1965) i també per Nancy Holloway. El tercer lloc fou per a l'italià Little Tony amb el tema rock Mulino a vento.
Probablement, la raó per la qual aquesta seria la darrera edició del festival fou la victòria de Massiel a Eurovisió 1968, ja que TVE hauria decidit concentrar tots els seus esforços en l'organització d'Eurovisió 1969 deixant de banda el Festival de la Cançó Mediterrània, i els costos d'aquesta organització no haurien deixat gaires fons per a més festivals de la cançó.
A Barcelona es va intentar continuar amb el festival sense la col·laboració de TVE anomenant-lo Festival de la Cançó de Barcelona, però sense gaire èxit, i va acabant desapareixent també.